# 似刺蓋貝利麗魚
似刺蓋貝利麗魚，為輻鰭魚綱鱸形目隆頭魚亞目慈鯛科的其中一種，分布於非洲坦干伊喀湖流域，棲息深度40-100公尺，體長可達16.8公分，棲息在中底層水域，生活習性不明，可作為觀賞魚。

## 擴展閱讀
維基物種上的相關：似刺蓋貝利麗魚